# Corymborkis
Corymborkis là một chi lan gồm 8 loài, hoa có màu trắng hoặc lục.
Các loài:
- Corymborkis corymbis
- Corymborkis flava
- Corymborkis forcipigera
- Corymborkis galipanensis
- Corymborkis minima
- Corymborkis veratrifolia

## Hình ảnh

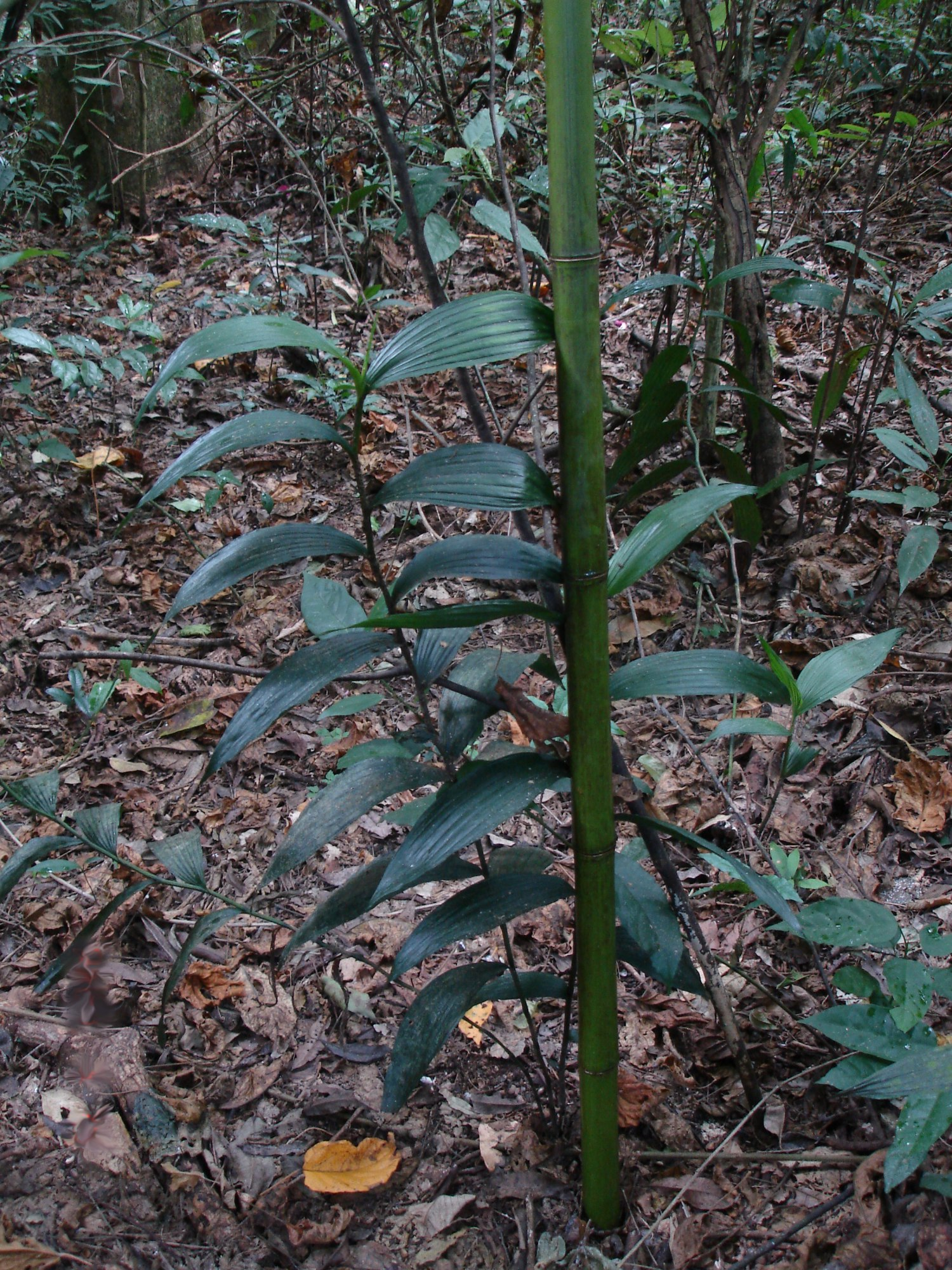